# Galbiate
Galbiate – miejscowość i gmina we Włoszech, w regionie Lombardia, w prowincji Lecco.
Według danych na rok 2004 gminę zamieszkiwało 8637 osób, 539,8 os./km².
Urodził się tutaj Renato Corti, włoski duchowny katolicki, kardynał.